# Bryant Myers
Bryan Robert Rohena Pérez (Carolina, Puerto Rico, 5 d'abril de 1998), conegut professionalment com a Bryant Myers, és un cantant i compositor de reggaeton i trap llatí de Puerto Rico. És considerat un dels pioners del moviment trap llatí. Rohena va néixer al barri de Loma Alta de Carolina, Puerto Rico. Va començar samplejant i fent les seves cançons pròpies el 2013 i els va publicar als mitjans de comunicació socials a través de SoundCloud, Instagram i YouTube. És més conegut pel seu single "Esclava", que el va llançar a la popularitat en el seu país.
El seu primer gran èxit internacional va arribar el 2016 amb "Cuatro Babys", una cançó del cantant colombià Maluma que va presentar Noriel i Juhn. La cançó va esdevenir un èxit comercial, va obtenir quatre discs de Platí pel RIAA i va pujar fins al número 15 en el Hot Latin Songs del Billboard.

## Primers anys
Bryant Myers va néixer a Puerto Rico al barri de Loma Alta. Va créixer en el que ell mateix descriu com un entorn perillós (als carrers i carrerons). "De vegades no teníem esmorzar o dinar, la meva mare no em podia comprar vambes, això va fer que desitgés fer molts diners perquè la meva família estigués bé, i que la meva mare i el meu germà no trobessin a faltar res", relata Bryant en una entrevista amb Infobae. Bryant va començar escriure cançons a casa seva mentre estudiava. Més tard va deixar els estudis per tal de dedicar-se a la música.

## Carrera
El primer èxit de Bryant Myers "Esclava" el va posar en el radar d'alguns artistes urbans i de reggaeton, cosa que li va permetre de participar en una sèrie de col·laboracions amb artistes d'èxit actual. Va continuar amb la versió "Esclava (remix)", en què presentava Anonimus (el seu cosí Luis Beauchamp), Anuel AA i Almighty. Aquesta peça va obtenir més d'un milió de vistes a YouTube en menys de tres mesos. "Esclava" actualment té 103 milions de vistes (el 6 de juny de 2018). Posteriorment va publicar els singles "Tu me enamoraste" i el seu remix amb Lary Over i Brytiago, així com "De Camino a Marte", també amb molt d'èxit. Ha continuat traient vídeos i singles a raó d'un al mes. El juny de 2016, va treure "Vente encima", presentant Anonimus, Noriel i Riko "El Bendecido", a més d'aparèixer com a convidat en el tema "Volverte a ver" de DJ Nelson i a "La Llamada" (remix) de Noriel. Al juliol de 2016, va participar com a convidat en el remix de Farruko del seu èxit "Ella y Yo" juntament amb Almighty i Anuel AA; alhora, el seu "Esclava" es va rellançar com a descàrrega digital. El seu primer àlbum d'estudi, La Oscuridad, es va publicar el 27 de juliol de 2018.
La seva música ha estat sovint envoltada de polèmica, tant per les lletres de les cançons, que s'inspiren en els ambients marginals llatins o el sexe cru, com per la seva quasi orgullosa reputació de pertànyer a bandes.

## Discografia

### Àlbums
- La Oscuridad
- Bendecido
- KR & Bryant MA (feat. Kevin Roldán)

### Singles
- "Ella y Yo" (2016) (featuring Farruko)
- "Porque Sigues Con El" (2016)
- "Cuatro Babys" (2016) (featuring Maluma, Noriel i Juhn)
- "Caile" (2016) (featuring Zion & Lennox, De La Ghetto and Bad Bunny)
- "Pa Ti" (2016) (featuring Bad Bunny)
- "La llamada Remix"(2016) ft. Noriel, brytiago, Almighty, darkiel
- "Un Ratito Mas" (2017) (featuring Bad Bunny)
- "Hablame Claro" (2017) (featuring Ñejo)
- "En que país" (2017)
- "Pa Pasar El Rato" (2017)
- "Viejos Tiempos" (2017)
- "Volvamos A Hablar" (2017)
- "Ojala" (2017) (featuring De La Ghetto, Almighty and Darell)
- "Deseos" (2018) (featuring Jhay Cortez)
- "Vamos A Vernos" (2018) (featuring Gigolo & La Exce, and Jon Z)
- "Momentos" (2018) (featuring Cosculluela)
- "Bryant Myers" (2018)
- "Ponle Musica" (2018) (featuring Plan B)
- "Triste" (2018) (featuring Bad Bunny)
- "No Eres Mia" (2018)
- "Tanta Falta" (2018)
- "Noche De Fantasía" (2018)
- "Gan-ga" (2019)
- "Gan-ga remix"(2019) (featuring Anuel AA)
- "Lowkey" (2019)
- "Gan-Ga (Uptown Remix) (2020) (featuring French montana & Lil Tjay)
- "Como Panas" (2020)
- "Ojitos" (2020) (featuring Rauw Alejandro & Lyanno)
- "WOW" (2020)
- "Moments" (Featuring Cosculluela) (2020)
- La Para, (featuring Cromo X, Bryant Myers, La Insuperable) (2020)